# Військова справа в середньовічній Польщі

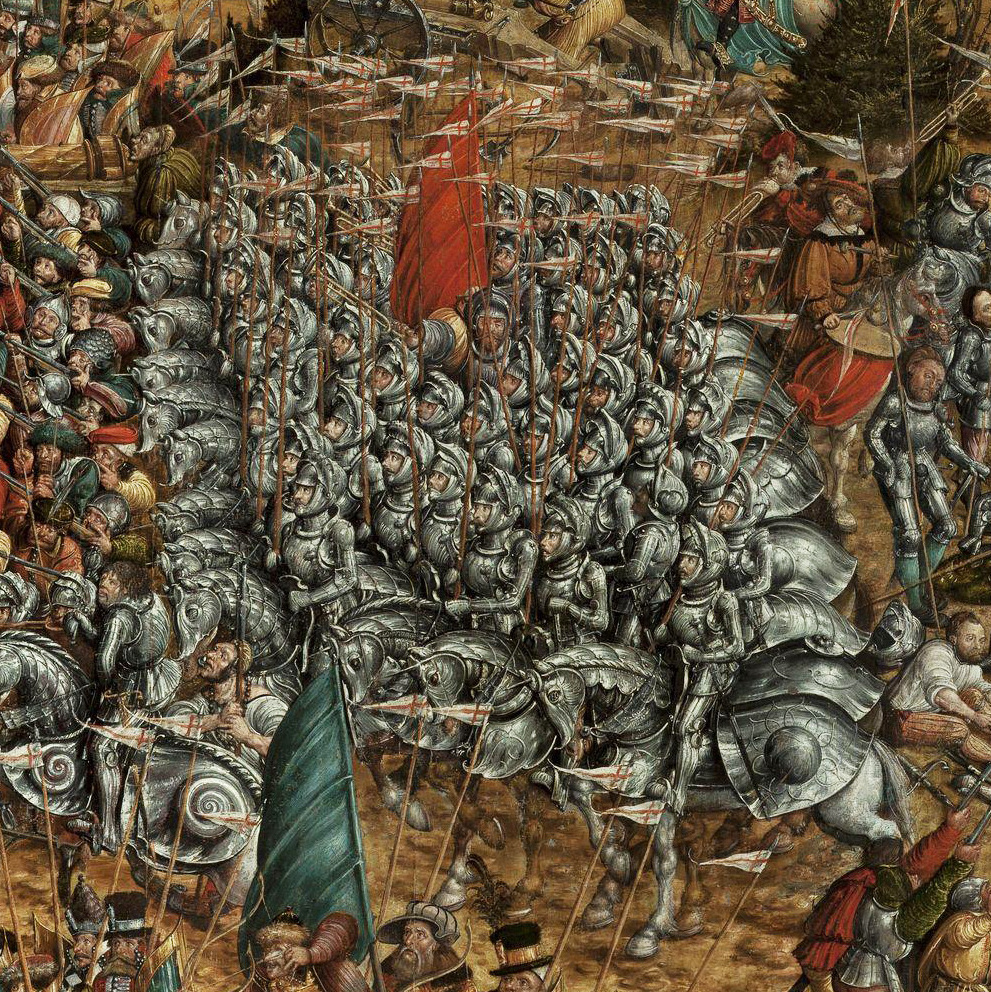
Битва під Оршею 1514 року

Військова справа в середньовічній Польщі охоплює способи ведення війни та організацію збройних сил на польських землях у період Середньовіччя, починаючи з часу формування державності в другій половині X століття.

## Періодизація
Еволюція військової справи в середньовічній Польщі була повільною і тісно пов'язана з соціальними змінами. Військову історію Польщі поділяють на чотири основні періоди. 
до 1138 року – формування Польської держави та правління першої династії П'ястів (до смерті Болеслава Кривоустого);
1138–1320 роки – період роздробленості Польщі;
1320–1454 роки – пізнє середньовіччя, від військових реформ Казимира Великого до Тринадцятилітньої війни;
1454–1514 роки – занепад, від Тринадцятилітньої війни до Оршанської битви 1514 року.
Труднощі у встановленні часових меж цієї епохи тісно переплітаються з труднощами у визначенні території сучасної Польщі, особливо в найдавніший період її історії та в період феодальної роздробленості, що тривав значний час у польському Середньовіччі[прим. 1].
Початок польського Середньовіччя не викликає сумнівів — це час початку правління Мешка І. Першими задокументованими збройними зіткненнями цього періоду були його битви з Віхманом і Вєльцами, а також битва під Цединею у 972 році. Значно складніше визначити остаточний поворотний момент, що знаменував би завершення середньовічної доби, оскільки жодна з традиційних для всесвітньої історії дат (падіння Константинополя в 1453 році, відкриття Америки Христофором Колумбом у 1492 році, початок Реформації в 1517 році) не має прямого відповідника в польському історичному контексті.
Більшість медієвістів погоджується, що завершення Середньовіччя та початок епохи Відродження в Польщі слід шукати за часів династії Ягеллонів, радше в її пізній, ніж у ранній фазі, ймовірно — за часів правління Сигізмунда І Старого. Ситуація ускладнюється ще більше, коли йдеться про визначення дати останньої битви, яка символічно завершила цю епоху.
У військовій історії Західної Європи кінець Середньовіччя чітко асоціюється з завершенням панування лицарства, його військової етики й способу ведення бою. Проте в Польщі, як і в низці інших європейських країн, шляхетське ополчення — так зване pospolite ruszenie — скликалося на війну аж до саксонських часів.
Тому традиційний хронологічний критерій завершення Середньовіччя на підставі занепаду лицарського устрою є малопридатним для польських реалій. Більш логічною видається прив'язка до моменту, коли важка списова кавалерія у повному бронюванні була витіснена новими військовими формуваннями, відомими як національні війська, з гусарами на чолі. На відомій картині «Битва під Оршею» з колекції Національного музею у Варшаві зображено одночасну участь у бою як легких гусарів, так і важкої лицарської кінноти. Битва під Оршею відбулася восени 1514 року. Натомість у битві під Обертином 1531 року на полі бою з польського боку діяла вже лише легка кавалерія. Можливо, саме ці дві дати — 1514 і 1531 роки — можна вважати межовими точками: як останню битву польського Середньовіччя (Орша), так і першу битву Нової епохи (Обертин).

## Зброя

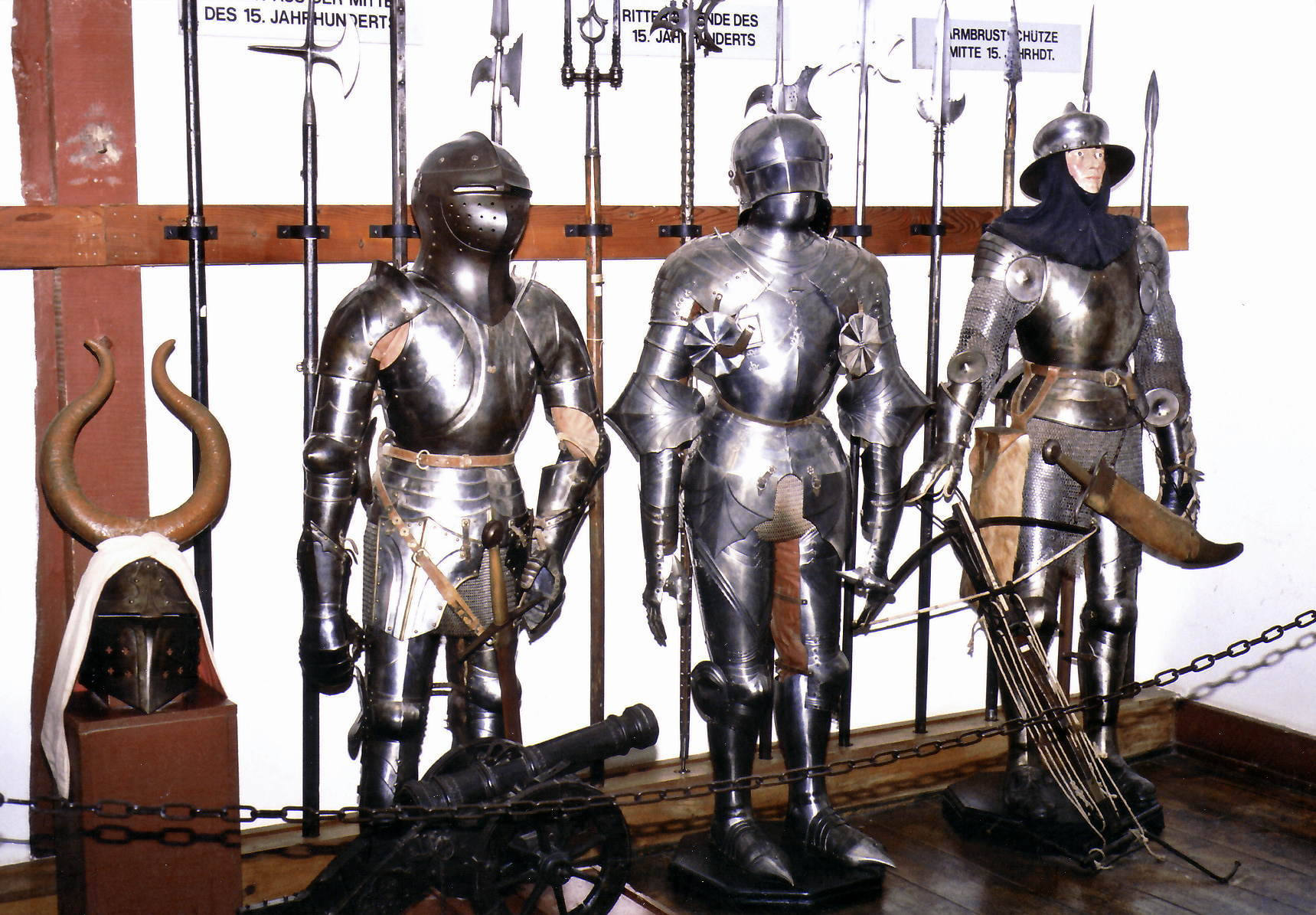
Лицарські обладунки XV століття

Основною зброєю середньовічного європейського лицаря був меч. Йому супроводжували спочатку метальні й колючі списи, пізніше — спис довгого тримання, а також широкий арсенал додаткової зброї, зокрема кинджали, ⁣ бойові сокири, булави, бойові палиці та піки. Польський меч у технічному сенсі не відрізнявся від аналогічної зброї, що використовувалася в Західній Європі: пряме, двосічне лезо довжиною від 75 до 130 см, перехресна гарда, руків’я на півтори руки; вага — від 1 до 1,8 кг. Лицарський спис, у польській термінології відомий як «дерево», мав довжину від 4,5 до 5,5 метрів, зазвичай чотиригранний наконечник та гирю або противагу біля руків’я.
Оборонне озброєння складалося з декількох шарів захисту, які еволюціонували в часі: від простих гамбезонів і пластинчастих курток — до кольчуг із вбудованими пластинами (нагрудники, наплічники), що, зрештою, перетворилися на повноцінні латні обладунки. У найрозвиненішій формі, якої ці обладунки набули на межі XV–XVI століть, вони повністю покривали тіло лицаря, а часто і його бойового коня. У регіональному вимірі відзначалася різниця між заможними лицарями Малопольщі, Великопольщі та Сілезії й лицарями Мазовії, які, через збройні конфлікти з пруссами та литовцями, перейняли певні елементи їхнього стилю ведення бою й озброєння. Тамтешні коні також були меншими та легшими. Захист голови та шиї забезпечував шолом — у різних варіантах конструкції.
Важливу роль у середньовічному бою відігравали бойові коні. Спочатку в Польщі розводили невеликих, але витривалих коней, які відзначалися міцними ногами та широкою спиною. Вони добре долали далекі відстані, однак виявлялися непридатними для несення озброєного лицаря вагою понад 100 кг під час бойової атаки. На межі Х — XI століть у зв’язку з цим розпочалися поставки більших коней через Малоросію, які потім схрещували з місцевими породами.
Піхота в середньовічному польському війську мала дуже строкате озброєння. Вона діяла як у компактних формуваннях щитоносців, що прикривали кінноту, так і у вигляді мобільних загонів лучників, арбалетників та нерегулярних відділів, озброєних різноманітною зброєю для боротьби проти піхоти та кавалерії. До такої зброї належали молоти, коси (так звані глефи), бойові вила, ціпи, алебарди, ранкові зірки, барди тощо. Оборонне спорядження включало різні типи щитів — від простих легких баклер  до важких щитів, а також стьобані куртки, гамбезони та бригандини. Характерним піхотним шоломом був  капалін— сткапелюх» із широкими полями. У більш ранні періоди використовувалися конічні шоломи або так звані «голівки», що пізніше трансформувалися у салад.
Окремо слід згадати табірну піхоту — слуг і допоміжних воїнів, які використовувалися насамперед у польових роботах, захисті та захопленні таборів або замків. Вони зазвичай були слабо озброєні та не мали уніфікованої екіпіровки

Зброя, що використовувалася для дистанційного бою, була надзвичайно різноманітною та здебільшого простою. Праща вже вийшла з ужитку, тоді як рекурсивний лук з’явився лише під час монгольських навал у XIII столітті[прим. 2].  До цього використовувався прямий лук, найчастіше виготовлений із тиса. Арбалет з’явився досить рано, ймовірно, потрапивши на польські землі під час війн Болеслава III. У найдавніші періоди також широко застосовувалися списи та метальні сокири
Не слід забувати й про важку (облогову) зброю, таку як різноманітні метальні машини — катапульти, онагри, требушети тощо, а з кінця XIV століття — бомбарди, гакові рушниці та, зрештою, гармати.
Разом із битвами на східному прикордонні до Польщі проникало дедалі більше елементів східного одягу та озброєння. Саме тому шабля легко та швидко поширилася, а у XVI столітті повністю витіснила меч. Хоча спершу — як "варварська" зброя — вона викликала опір серед знаті[прим. 3]. Ця зміна, найімовірніше, не набула б таких масштабів, якби не польсько-литовська унія, адже у Великому князівстві Литовському, особливо на території Малоукраїнського узбережжя, східні зразки зброї та обладунків були прийняті значно раніше.
Шолом зазнав найбільших змін упродовж Середньовіччя: від конічної форми — через чашоподібну (XI–XII століття) — до різноманітних форм забралів у пізніші століття
Лицаря супроводжували зброєносці, серед яких найдосвідченіші воїни (зазвичай з бідної знаті) охороняли його в бою, прикриваючи з боків, допомагаючи та забезпечуючи необхідною зброєю. Інші зброєносці готували свіжих коней, списи та щити, а також супроводжували поранених. Усі вони були озброєні мечами або тесаками, а листоноші ще й списами та щитами, часто також луками або арбалетами.
Заможні польські лицарі принципово не відрізнялися від західноєвропейських — ані за рівнем озброєння, ані за типом обладунків, оскільки нововведення швидко впроваджувалися, і єдиним обмеженням залишався фінансовий стан.
Особливої уваги заслуговують спостереження західних хроністів — таких як Відукінд Корвейський [прим 4] та єпископ Тітмар Мерзебурзький [прим. 5], — які захоплено описували броньовані загони Мешка І та Болеслава Хороброго. Аналогічна слава супроводжувала польських лицарів і в пізніші епохи — наприклад, Завішу Чорного Сулімчика, який уславився хоробрістю та чорними латунними обладунками при численних європейських дворах.
Водночас слід визнати, що перед Грюнвальдською битвою 15 липня 1410 року більшість польських лицарів були значно гірше озброєні й захищені, ніж їхні західні колеги, через загальну бідність шляхти. Проте впродовж XV століття ситуація суттєво змінилася — завдяки збагаченню знаті [прим.  6] та воєнним трофеям, серед яких найбажанішими були саме обладунки та зброя переможеного ворога.
Невіддільним елементом військового оснащення був кінь. У Польщі коней розводили з давніх часів. Високопородних жеребців і кобил, придбаних за кордоном, ретельно доглядали та вводили до табунів задля поліпшення якості місцевих порід. Хоча точна чисельність табунів і бойових коней невідома, вона, без сумніву, була значною, враховуючи участь понад 40 000 коней у Грюнвальдській битві [прим.  7].Кількість коней змінювалася залежно від періоду, як і їхній розмір, вага та значення у веденні бою. Паралельно вдосконалювалися засоби наступальної та оборонної боротьби лицарів. .
Армії, що налічували від кількох до кількох десятків тисяч вояків, потребували значних обсягів озброєння.Прості види зброї — палиці, списи, сокири — виготовлялися на місцевому рівні, у сільських і міських кузнях. Виробництво більш складного озброєння потребувало майстерності спеціалізованих ремісників. Так, у 1350–1454 роках у Кракові працювали 33 зброярі, 36 лучників, 44 виробники зброї, 3 шоломники та 39 сідельників. Друге місце за кількістю зброярів посідав Львів, далі — інші міста, від Варшави до Тичина.

## Укріплення
Укріплені міста в Польщі зводилися переважно на кордонах, ключових шляхах і в природно захищених місцях (пагорби, річкові вигини). Вони слугували центрами адміністративної та військової влади, а також опорними пунктами від вторгнень. Спочатку їх будували із землі, потім з дерева та землі (сітчастою або коробчастою конструкцією), і, зрештою, з каменю та цегли. Найбільше залишків цих мурованих замків збереглося на Краківсько-Ченстоховській височині, в Мазовії та Свентокшиському воєводстві.
У Польщі замки та укріплені поселення будувалися здавна, але найбільшого розквіту замкове будівництво досягло у XIII-XIV століттях. Цьому сприяли як монгольська навала, після якої міста відбудовувалися з міцними цегляними укріпленнями (наприклад, Краків), так і правління Казимира Великого, що принесло мир і економічне зростання[прим. 8].
У прикордонних районах, особливо на півночі, сході та в Сілезії, з'являлися оборонні маєтки – укріплені дворянські резиденції, іноді у формі донжонів. Згодом, через розвиток облогової артилерії, високі вежі замінили на напівкруглі, а пізніше (на межі XV-XVI століть) – земляні бастіони. Слід зауважити, що до XVII століття, коли постали Замостя та Кудак, неприступних фортець у Польщі не існувало.

## Людські ресурси, тактика

### Найдавніші часи
У доісторичні часи збройні сили складалися з дорослих чоловіків, підлеглих місцевому правителю. Цей правитель, зазвичай старійшина племені або лідер, здобував владу завдяки авторитету, часто військовим успіхам, і передавав її у спадок. Зі збільшенням осілого населення та кількості укріплень, князь почав формувати власну дружину для підтримки порядку в державі.Воно було головним, найкраще озброєним, оснащеним, навченим і захищеним військовим формуванням герцогства. Його підтримувала кавалерія, що складалася з вільних селян (за етимологічним словником А. Брюкнера, термін «селянин» походить від латинського comes – товариш, придворний, вождь, і спочатку стосувався старійшин, деякі з яких згодом стали дворянами). 
Князь споряджав загін власним озброєнням, тоді як простолюдини вирушили в похід з тим, що мали, оскільки зброя була придбаною і різнилася за якістю; переважали списи, дротики, сокири, луки та палиці.
Інформація про чисельність армії за часів формування Польської держави базується переважно на працях Ібрагіма ібн Якуба («Опис слов'янських земель») та Галла Аноніма («Польська хроніка»). Останній оцінював військо Мешка I у 3000 обладунків. За іншим літописцем, військо чисельністю близько 1000 воїнів вважалося значним, що може вказувати на мілітаризацію держави за Болеслава Хороброго.
За повідомленням Галла Аноніма, князь володів 3900 обладунками та мав 13 000 щитоносців. Ці цифри, ймовірно, відображають не постійну армію, а загальну чисельність загону та рекрутів, яких Болеслав міг мобілізувати з північної Польщі. Згідно з розрахунками, враховуючи чисельність населення, князь міг залучити приблизно 16-18 тисяч воїнів (1 солдат на 10 сімей) [прим. 9]
Питання чисельності кінноти в арміях першої династії П'ястів залишається дискусійним. Одне джерело («Опис слов'янських країн») стверджує, що Мешко забезпечував воїнів кіньми. Інше зазначає, що держава Мешка розташована біля моря, в густих лісах, що ускладнює пересування кінноти, тому військо князя складалося з піхоти.
У війську Мешка кіннота, ймовірно, була в меншості або ж коней мали лише командири. За однією з гіпотез, кавалерія складала 1/3 армії: приблизно 800 вершників на 2400 піхотинців. Згідно з Галлом Анонімом, 3900 "броненосців" можна вважати кіннотою, а 13 000 "щитоносців" – піхотою.
Імовірно, князь[прим. 10] володів членами загону, адже Болеслав Хоробрий міг надати імператору Оттону III триста дружинників

### Правління Кривоустого
У XII столітті князівська дружина втратила роль основи збройних сил, ставши придворним підрозділом, подібним до дружин магнатів (наприклад, воєводи Сіцеха, впливового за часів Владислава Германа).
Військо складалося з княжої дружини, дружин магнатів та генерального рекруту, що поділявся на лицарів (колишніх вільних селян) і селянські загони [прим. 11]. Інформації про тактику та чисельність тогочасного війська обмаль.
У зброярстві того періоду відбулися зміни, зокрема, з'явилися арбалети та важкі метальні машини (оборона Глогова). Оборонне озброєння суттєво не змінилося, хоча є підстави вважати, що кавалерія використовувала конічні шоломи з носовим щитком і повний кольчужний панцир. Кіннота відігравала ключову роль в армії, про що свідчить її мобільність: у 1103 році військо Болеслава III подолало 200 км від Накло до Глогува за два тижні.

### Часи монгольських навал

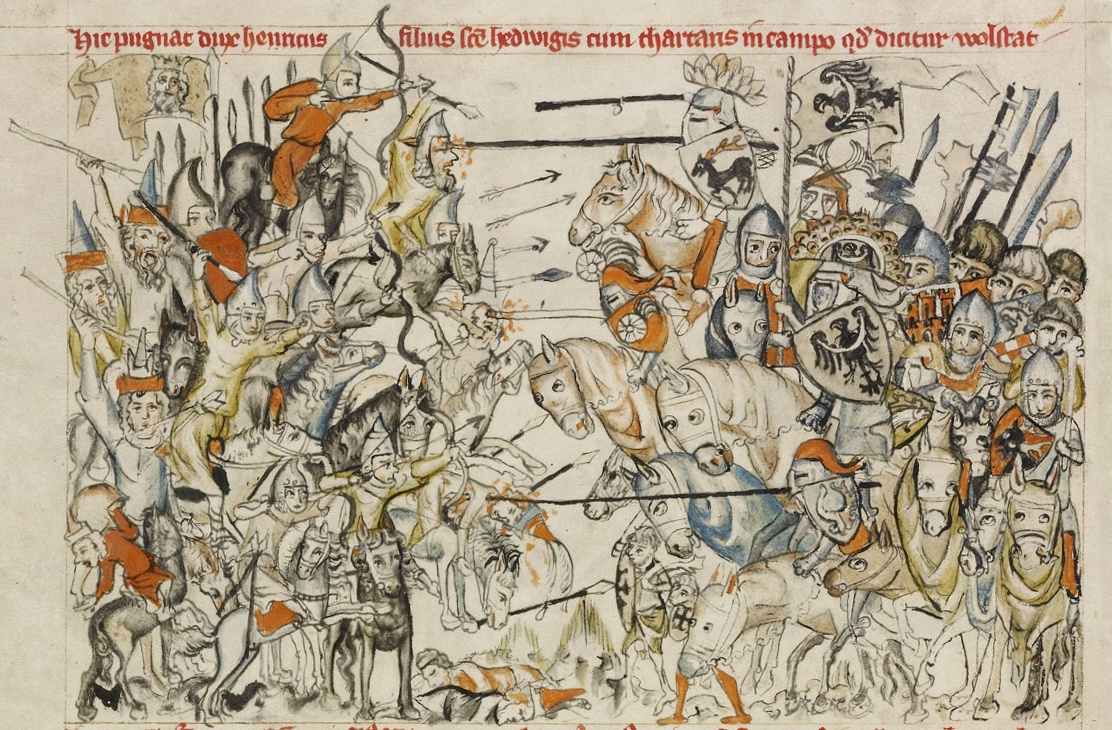
Битва під Легницею, 1241 (мініатюра з ілюстрованої легенди XIII століття про Святу Ядвігу Сілезьку)

У XIII столітті лицарство формувалося на основі землеволодіння. Військова організація того часу визначалася обов'язками різних класів: лицарі несли військову службу, міщани та селяни виконували роботи для армії та надавали їй пільги.
Період битви під Легницею маловідомий, проте її багата іконографія дозволяє зробити певні оцінки. Захисне озброєння рядових воїнів майже не змінилося, хіба що шоломи стали більшими. Проте, знатні лицарі [прим. 12] (зокрема, Генріх Благочестивий) використовували обладунки, доповнені пластинчастими елементами, та багато прикрашені шоломи-горщики. Свідченням розвитку обладунків є надгробок Лешека Чорного (помер у 1288 році) в Кракові, де він зображений у повному пластинчастому обладунку.
Тактика на полі бою не була дуже складною/ На полі бою лицарі, під захистом гвардії з боків та піхоти на флангах, після обстрілу лучників чи пращників, щільним строєм атакували за сигналом. У цей момент командир, який зазвичай бився в перших рядах челнів, втрачав контроль [прим. 13] над боєм, і битва розпадалася на безліч поєдинків у хаотичному натовпі. У такій ситуації легко запанікувати та програти битву, навіть якщо перемога здавалася можливою.

### За часів Локета та Ягелла

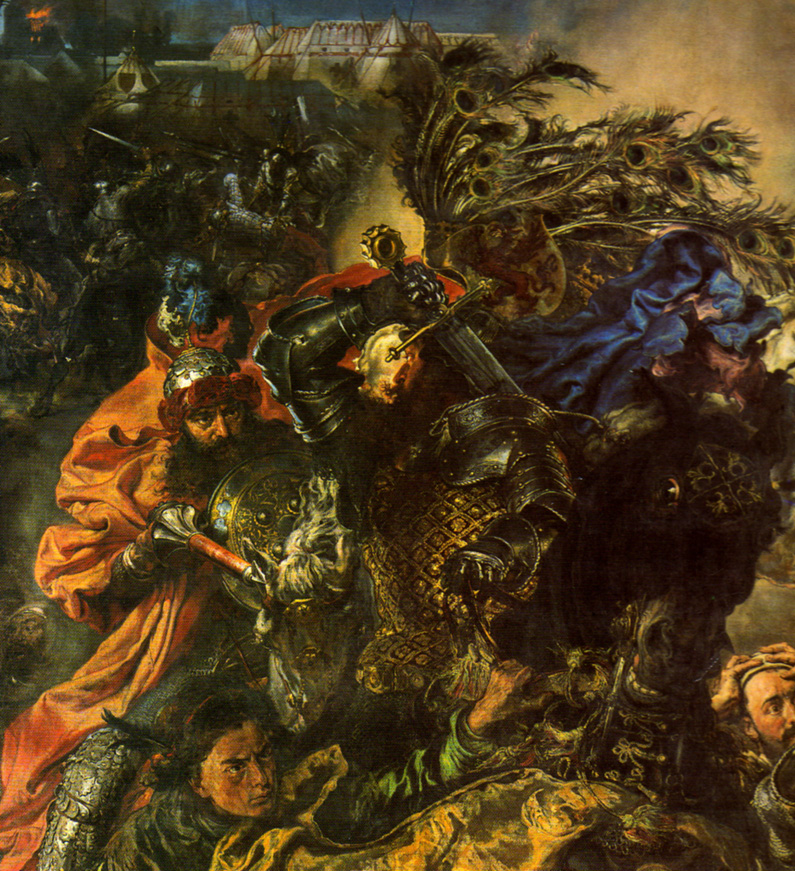
Ян Матейко, Грюнвальдська битва, фрагмент (портрет Казимира V Щецинського)

У 14-15 століттях у Польщі вдосконалилися озброєння, тактика та стратегія. Лицарство остаточно утвердилося, а в бою домінували обхідні маневри, оточення, нестандартне використання піхоти й кінноти, і фактор несподіванки[прим. 14]. Вожді спостерігали за боєм з пагорба, звідки було видно всю місцевість, а окремими військами командували досвідчені воєводи.
Армія того часу складалася з лицарів, селян і міщан, поділених на кінноту, піхоту та замкові гарнізони. Лицарі зі своїми загонами служили під власними прапорами (іноді званими ротами), а найкращі воїни входили до головних прапорів армії під час військових експедицій. Заможна знать, здатна спорядити дружину, служила у земельних хоругвах своїх маєтків. Дрібна знать долучалася або до родинних хоругв впливових феодалів, або до нечисленних королівських найманих хоругв, сформованих за королівськими патентами.
Міщани обороняли укріплені міста, причому гільдії відповідали за конкретні ділянки. Заможність дозволяла їм мати кращу зброю, шоломи, кольчуги та військовий вишкіл, який забезпечували, зокрема, стрілецькі братства. Зростання кількості укріплених міст у Польщі того часу значно посилило обороноздатність країни.
Озброєння лицаря зазнало незначних змін, окрім мечів, які стали довшими, часто з півтора ручним руків'ям. Натомість обладунки зазнали повної трансформації: кольчугу доповнили пластинами для захисту найбільш вразливих частин тіла, а на початку 15 століття її майже повністю замінили пластинчастим обладунком. У цей період обладунки, як і раніше, покривали табардом з гербом. Мода на білі обладунки з'явилася у 1420-х роках. Поширеними були шоломи-«каски», важкі та незручні горшкоподібні шоломи виходили з ужитку, натомість з'являлися перші шоломи з рухомим забралом.
Піхотну зброю доповнював арбалет, ⁣  який з часом ставав дедалі важчим і небезпечнішим для лицарів. Захисне спорядження включало також наплечник — високий прямокутний щит, за яким піхотинець міг безпечно вражати ворога з лука або арбалета.
До найважливіших нововведень XIV століття належать порох і гармата[прим. 15]. Вперше гармату застосували в Польщі під час між царства після смерті Людовіка I Угорського: у 1383 році прихильники одного з претендентів на престол обложили своїх опонентів у Пиздрах. Варто зазначити, що гармати того часу, які стріляли кам’яними ядрами, були ефективними проти укріплень, але мали обмежене значення у відкритому бою.

### За часів Ягеллонів
Найпомітнішою зміною цього періоду стала поява, поряд із важкою кавалерією (копійники), легкої кавалерії — гусарів і бронекавалерії. Також поступово відмовлялися від практики залучення селян, прикріплених до землі, у воєнних походах. 
Міщани зберігали свій привілей захищати власні міста, але лише три міста Речі Посполитої мали право й обов’язок виступати зі зброєю в полі: Краків, Львів і Гданськ. На східних прикордонних територіях з’явилася нова форма оборони — щоденна вартова служба, ⁣ що охороняла коронні землі та загалом державну територію від вторгнень зі сходу
Зміни торкнулися й озброєння. У підрозділах списоносців обладунки (як лицарські, так і кінні) ставали дедалі важчими, зберігаючи при цьому традиційну зброю. У легких підрозділах від обладунків відмовлялися повністю (як у перших гусарських формуваннях) або використовували кольчугу (як у бронекавалерії).
З’явилася також особиста вогнепальна зброя — пістолет і аркебуза, які невдовзі були замінені мушкетом. Піхота того часу складалася або з іноземних найманців, або з так званої ланської піхоти, набраної з польських селян[прим. 17].
Вогнепальна зброя, як артилерія, так і стрілецька зброя піхоти й кавалерії, зазнала значного розвитку. Новинкою стала польова гармата, яка відіграла вирішальну роль у багатьох битвах епохи.
У тактичному плані польське військо переймало східну систему ведення війни, оскільки здебільшого воювало з цим противником, але водночас зберігало чимало західноєвропейських елементів. Колишніх воєвод поступово замінили гетьмани, а при магнатських дворах формувалися приватні загони, які згодом (особливо на прикордонні) перетворилися на війська розміром із дивізію.
Битви часто починалися дуелями застрільників (розвідників), також відомих як елеари[прим. 18]. Військо супроводжував табір, що під час битви перетворювався на укріплення — за гуситським зразком — із з’єднаних між собою возів, які обороняли піхотинці та слуги

## Список найважливіших битв
Раннє Середньовіччя
- битва з волинянами – 967
- Битва при Цединії – 972
- Битва на Шпрее – 1005
- оборона Нємчі – 1017 р.
- взяття Києва – 1018 р.
- Битва під Джицімом – 1091 рік
- оборона Глогова – 1109
- Битва при Псіє Поле [прим. 18] – 1109
- Битва на річці Сажо – 1132 р

Перехідний період
- Битва при Моцгаві – 1195 рік
- Битва при Завихості – 1205 рік
- Битва під Хмільником – 1241 рік
- Битва під Легницею – 1241 рік
- Битва під Столцем – 1277 рік
- Битва під Гозлицями – 1280 рік
- Битва під Клецком – 1313 рік
- Битва під Пловцем – 1331 рік

Пізнє Середньовіччя
- Битва на річці Ворскла – 1399 рік
- Грюнвальдська битва – 1410 рік
- Битва під Короновом – 1410 рік
- Битва під Укмерґе – 1435 рік
- Битва під Гротниками – 1439 рік
- Битва під Варною – 1444 рік

Битви Тринадцятирічної війни
  - Битва під Хойницею – 1454 рік
  - Битва під Ілавою – 1455 рік
  - Битва під Рином – 1456 рік
  - Битва при Кнайпхофі – 1456 рік
  - Битва при Борнгольмі – 1457
  - Битва під Семпополем – 1457 рік
  - Друга битва при Борнгольмі – 1460 рік
  - Битва під Прущем-Гданським – 1460 рік
  - Битва під Свєнціно – 1462 рік
  - Битва у Віслинській затоці – 1463 рік
- Битва під Козміном – 1497 рік
- Битва під Клецком – 1506 рік
- Битва під Лопушном – 1512 рік
- Битва під Оршею – 1514 рік

## Епохальні зміни

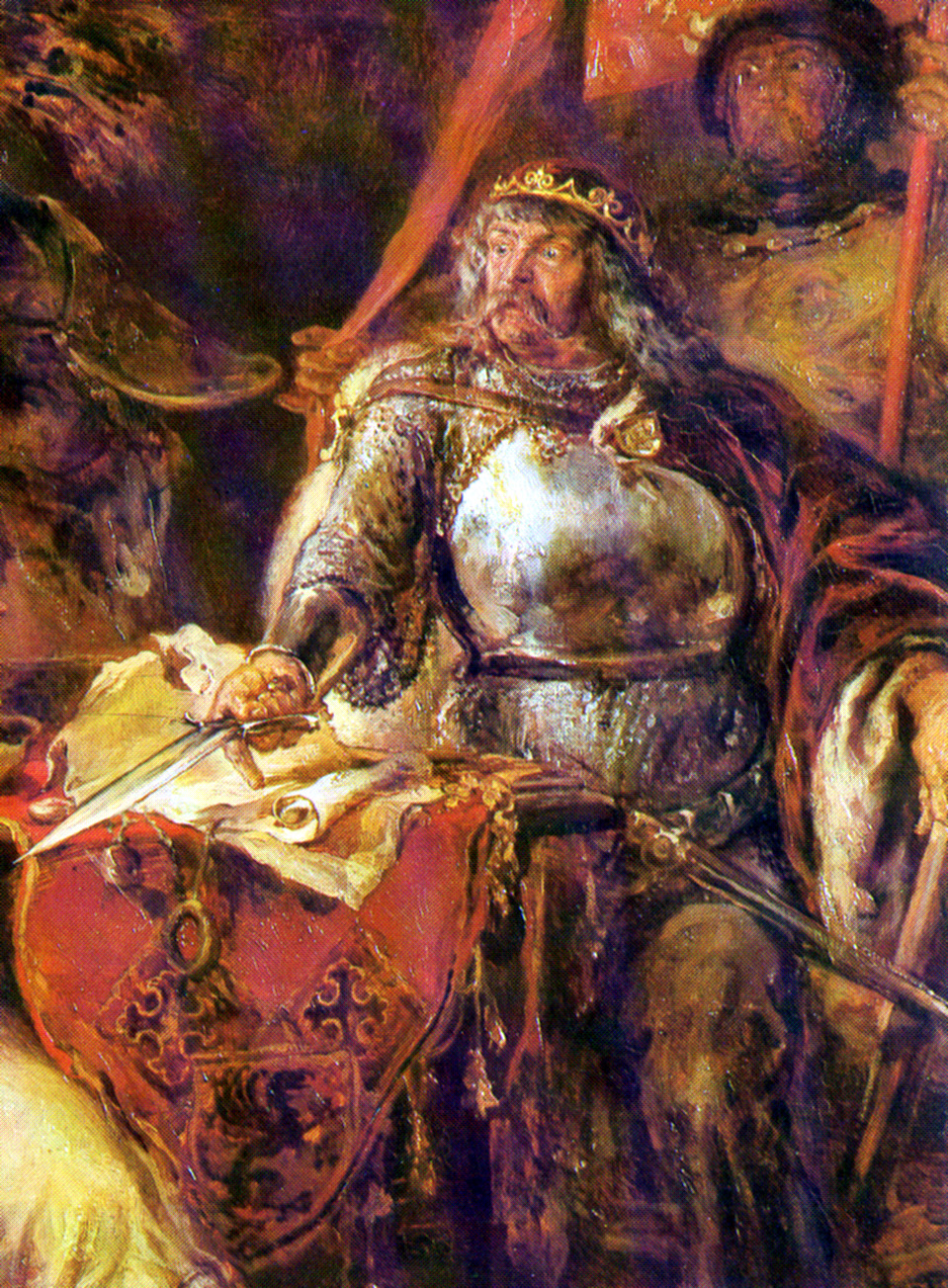
Владислав Лікоть заввишки в кольчужних обладунках XIV століття. пофарбований Ян Матейко

Військова історія польського Середньовіччя: періодизація та еволюція озброєння
У дослідженні польської військової історії необхідно чітко розрізняти три періоди, без розуміння яких неможливо пояснити причини перемог чи поразок польського війська. Це:
- Раннє Середньовіччя — від Мешка I до Болеслава Кривоустого;
- Перехідне Середньовіччя — час феодальної роздробленості до правління Владислава Високого;
- Пізнє Середньовіччя — від Казимира Великого через династії Анжуйців і Ягеллонів до 1514 року.

### Раннє Середньовіччя
Цей етап пов’язаний із трансформацією первісної князівської дружини (часів Мешка I) у регулярне військо правителя. Ймовірно[прим. 19], основною наступальною зброєю служили списи або дротики, сокири, мечі та різні види ударної зброї. Оборонне спорядження складалося з гамбезонів, лляних курток, підбитих металевими пластинами, або (у перших рядах) кольчуг, а також із дерев’яних, оббитих залізом, круглих або довгастих щитів[прим. 20].

### Перехідне Середньовіччя
Наступальна зброя майже не змінилася, за винятком того, що меч став довшим і легшим, з чітким поділом на клинок і вістря, а традиційний спис поступився місцем важчому спису. Натомість оборонне обладнання зазнало суттєвих удосконалень: кольчуга стала головним елементом захисту, згодом доповнена пластинчастими елементами, а наприкінці періоду заможні лицарі вже використовували повні пластинчасті обладунки. Щит зменшився й набув форми, відомої як геральдичний.

### Пізнє Середньовіччя (≈ 1480–1514 рр.)
Протягом якихось трьох десятиліть відбулася кардинальна зміна і наступального, і оборонного озброєння.
- У “головних” та “генеральних” частинах (важка кавалерія, елітні формування) техніка розвивалася за західно‑європейськими зразками.
- У “допоміжних” підрозділах (легка кіннота та інші підрозділи підтримки) поступово розгорнулася орієнталізація озброєння, зумовлена дедалі частішими зіткненнями з кочовими монгольськими народами (татарами), що просувалися зі сходу.

Кольчуга стала постійним складником екіпірування, а конічний шолом раннього періоду змінився на місюрку (запозичену зі Сходу), яка збереглася у національних формуваннях аж до XVIII століття. Кінцем епохи вважають появу гусарських підрозділів близько 1500 року.
Переломною подією стала поразка коронних військ 1497 року на Буковині, коли поляки зіткнулися з противником, що діяв інакше, ніж європейські лицарі. Уже 1501 року Миколай Стрийковський зауважив, що «досить багато рацівців служили за солдатські гроші в усарському стилі».

## Підсумок
Битви польського Середньовіччя, що відбувалися переважно на польських землях, характеризувалися:
- У ранній період правління князів основні сили, включно з князівською дружиною, були зосереджені на веденні війни;
- З 14 століття тактика відрізнялася від західної, використовуючи природні перешкоди та масовані атаки на окремих напрямках, при цьому метою не завжди була генеральна битва, на відміну від лицарських звичаїв Західної Європи.